# ラッビ
ラッビ（イタリア語: Rabbi）は、イタリア共和国トレンティーノ＝アルト・アディジェ州トレント自治県にある、人口約1,300人の基礎自治体（コムーネ）。

## 地理

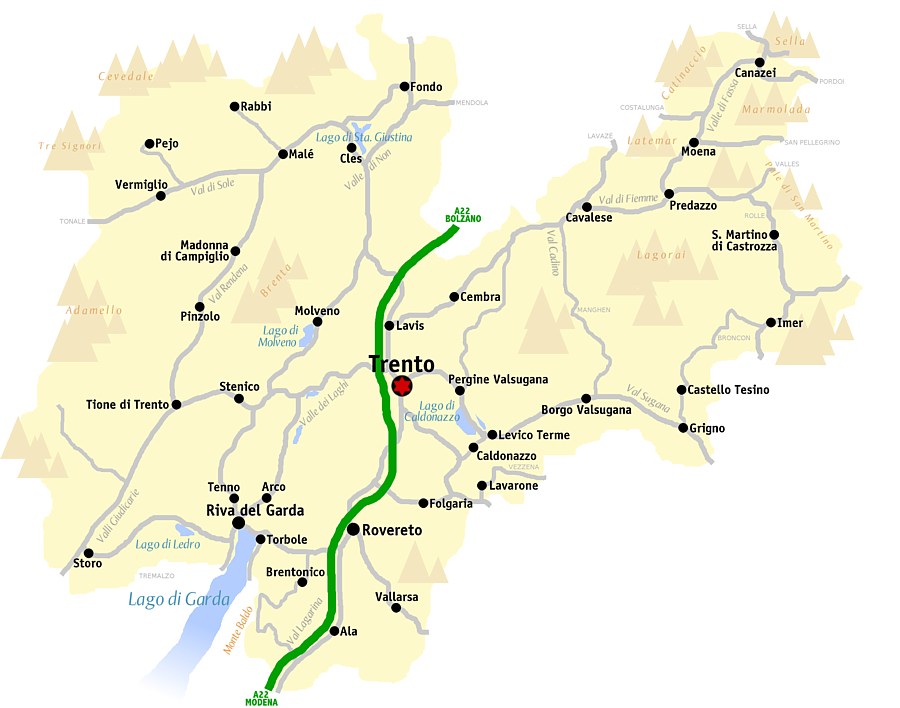
トレント県概略図

### 位置・広がり
トレント自治県北西部に位置するコムーネ。ヴァル・ディ・ソーレの中心地であるマレから北西へ7km、ボルツァーノから西南西へ40km、県都トレントから北北西へ42kmの距離にある。

#### 隣接コムーネ
隣接するコムーネは以下の通り。括弧内のBZはボルツァーノ自治県所属を示す。
| - ブレージモ - コンメッツァドゥーラ - マレ - マルテッロ (BZ) - メッツァーナ - ペーイオ - ペッリッツァーノ - ウルティモ (BZ) |

## 行政

### 分離集落
ラッビには、以下の分離集落（フラツィオーネ）がある。
- Piazzola, Pracorno, San Bernardo (sede comunale), Rabbi Fonti

### Comunita di valle
トレント自治県が設置した広域行政組織 Comunita di valle 「ヴァル・ディ・ソーレ」 (it:Comunita della Val di Sole) （事務所所在地: マレ）に属する。

## 住民

### 言語
| 少数言語話者の割合（2011年） | 少数言語話者の割合（2011年） | 少数言語話者の割合（2011年） | 少数言語話者の割合（2011年） | 少数言語話者の割合（2011年） |
| ---------------------------- | ---------------------------- | ---------------------------- | ---------------------------- | ---------------------------- |
|                              |                              |                              |                              |                              |
| ラディン語                   | ラディン語                   |                              | 5.0%                         | 5.0%                         |
| モケーニ語                   | モケーニ語                   |                              | 0.0%                         | 0.0%                         |
| チンブロ語                   | チンブロ語                   |                              | 0.0%                         | 0.0%                         |

2011年10月9日に行われた国勢調査によれば、住民1407人中70人（5.0%）がラディン語話者であった。